# Aurora (Neustadt am Main)
Aurora  ist ein Gemeindeteil der Gemeinde Neustadt am Main im unterfränkischen Landkreis Main-Spessart in Bayern.

## Geographie
Die Einöde liegt in der Gemarkung Neustadt. im Spessart am Rande des Fürstlich Löwensteinschen Parks. Sie befindet sich auf einer Lichtung auf dem Bergsattel des Dreßlingkopfes und der Klosterkuppel, zwischen den Tälern von Hafenlohr und Neuhöllbrunnbach.

## Geschichte
Das Forsthaus Aurora wurde in den Jahren 1817 bis 1819 unter Fürst Carl zu Löwenstein-Wertheim-Rosenberg im Rahmen des Zaunbaus für den Löwensteinschen Wildpark errichtet.